# 洛诺州
洛诺州，中国唐朝时设置的羁縻州。
唐朝初年设置，治所在今云南省鹤庆县南黄坪。辖境相当今云南省鹤庆县南部、洱源县东部地区。属姚州。后废。 